# Потлатч (Айдахо)
Потлатч (англ. Potlatch) — місто в окрузі Лата, штат Айдахо, США. Лежить на відстані приблизно 9,7 км від кордону між штатами Айдахо і Вашингтон, у північно-центральній частині штату.  Згідно з переписом 2010 року населення становило 804 особи, що на 13 осіб більше, ніж 2000 року.

## Географія
Потлатч розташований за координатами 46°55′23″ пн. ш. 116°53′49″ зх. д. / 46.92306° пн. ш. 116.89694° зх. д. (46.922992, -116.897068).  За даними Бюро перепису населення США в 2010 році місто мало площу 1,12 км², з яких 1,12 км² — суходіл та 0,00 км² — водойми.

### Клімат
| Клімат : Потлатч        | Клімат : Потлатч | Клімат : Потлатч | Клімат : Потлатч | Клімат : Потлатч | Клімат : Потлатч | Клімат : Потлатч | Клімат : Потлатч | Клімат : Потлатч | Клімат : Потлатч | Клімат : Потлатч | Клімат : Потлатч | Клімат : Потлатч | Клімат : Потлатч |
| Показник                | Січ.             | Лют.             | Бер.             | Квіт.            | Трав.            | Черв.            | Лип.             | Серп.            | Вер.             | Жовт.            | Лист.            | Груд.            | Рік              |
| Абсолютний максимум, °C | 15,0             | 18,3             | 23,9             | 32,2             | 35,0             | 38,3             | 40,0             | 43,3             | 38,3             | 32,2             | 21,7             | 18,3             | 43,3             |
| Середній максимум, °C   | 2,2              | 5,3              | 8,9              | 13,9             | 18,9             | 22,6             | 28,2             | 28,3             | 23,0             | 15,8             | 7,3              | 2,9              | 14,8             |
| Середній мінімум, °C    | −6,1             | −4               | −2,1             | 0,4              | 3,3              | 6,2              | 7,7              | 6,8              | 3,8              | 0,6              | −1,9             | −4,9             | 0,8              |
| Абсолютний мінімум, °C  | −37,8            | −35,6            | −25              | −9,4             | −7,8             | −3,9             | −2,8             | −3,9             | −10              | −12,8            | −28,9            | −44,4            | −44,4            |
| Норма опадів, мм        | 72               | 61               | 60               | 51               | 54               | 48               | 20               | 20               | 33               | 48               | 75               | 79               | 622              |
| Днів з опадами          | 13               | 11               | 11               | 10               | 9                | 7                | 4                | 4                | 5                | 8                | 12               | 12               | 106,0            |
| ----------------------- | ---------------- | ---------------- | ---------------- | ---------------- | ---------------- | ---------------- | ---------------- | ---------------- | ---------------- | ---------------- | ---------------- | ---------------- | ---------------- |
| Джерело: WRCC           |                  |                  |                  |                  |                  |                  |                  |                  |                  |                  |                  |                  |                  |

## Демографія

### Перепис 2010 року
За даними перепису 2010 року, у місті проживало 804 осіб у 339 домогосподарствах у складі 218 родин. Густота населення становила 721,9 ос./км². Було 368 помешкань, середня густота яких становила 330,4/км². Расовий склад міста: 97,1% білих, 0,1% афроамериканців, 0,1% індіанців, 0,2% інших рас, а також 2,4% людей, які зараховують себе до двох або більше рас. Іспанці та латиноамериканці незалежно від раси становили 2,1% населення.
Із 339 домогосподарств 35,7% мали дітей віком до 18 років, які жили з батьками; 49,3% були подружжями, які жили разом; 10,9% мали господиню без чоловіка; 4,1% мали господаря без дружини і 35,7% не були родинами. 28,9% домогосподарств складалися з однієї особи, у тому числі 13,9% віком 65 і більше років. У середньому на домогосподарство припадало 2,37 мешканця, а середній розмір родини становив 2,92 особи.
Середній вік жителів міста становив 32,9 року. Із них 28,4% були віком до 18 років; 7% — від 18 до 24; 28,7% від 25 до 44; 21% від 45 до 64 і 14,8% — 65 років або старші. Статевий склад населення: 49,6% — чоловіки і 50,4% — жінки.
Середній дохід на одне домашнє господарство  становив 45 037 доларів США (медіана — 34 875), а середній дохід на одну сім'ю — 49 386 доларів (медіана — 48 750). Медіана доходів становила 35 500 доларів для чоловіків та 42 500 доларів для жінок. За межею бідності перебувало 25,3 % осіб, у тому числі 49,3 % дітей у віці до 18 років та 13,6 % осіб у віці 65 років та старших.
Цивільне працевлаштоване населення становило 340 осіб. Основні галузі зайнятості: освіта, охорона здоров'я та соціальна допомога — 26,2 %, роздрібна торгівля — 16,8 %, будівництво — 10,6 %, виробництво — 7,1 %.

### Перепис 2000 року
За даними перепису 2000 року, у місті проживало 791 особа в 332 домогосподарствах у складі 222 родин. Густота населення становила 898,3 ос./км². Було 357 помешкань, середня густота яких становила 405,4/км². Расовий склад міста: 96,59% білих, 0,88% індіанців, 0,25% азіатів, 1,26% інших рас і 1,01% людей, які зараховують себе до двох або більше рас. Іспанці та латиноамериканці незалежно від раси становили 1,39% населення.
Із 332 домогосподарств 34,3% мали дітей віком до 18 років, які жили з батьками; 51,5% були подружжями, які жили разом; 12,0% мали господиню без чоловіка, і 33,1% не були родинами. 28,6% домогосподарств складалися з однієї особи, у тому числі 13,9% віком 65 і більше років. У середньому на домогосподарство припадало 2,38 мешканця, а середній розмір родини становив 2,96 особи.
Віковий склад населення: 30,0% віком до 18 років, 6,6% від 18 до 24, 27,4% від 25 до 44, 21,1% від 45 до 64 і 14,9% років і старші. Середній вік жителів — 36 року. Статевий склад населення: 48,9 % — чоловіки і 51,1 % — жінки. 
Середній дохід домогосподарств у місті становив $28 021, родин — $35 385. Середній дохід чоловіків становив $30 833 проти $21 964 у жінок. Дохід на душу населення в місті був $14 449. Приблизно 11,1% родин і 15,4% населення перебували за межею бідності, включаючи 17,1% віком до 18 років і 11,4% від 65 і старших.

## Відомі люди
- Гайл Філдер — канадський хокеїст.